# 胫跗骨

鴿子的骨架，胫跗骨的標號為10和11

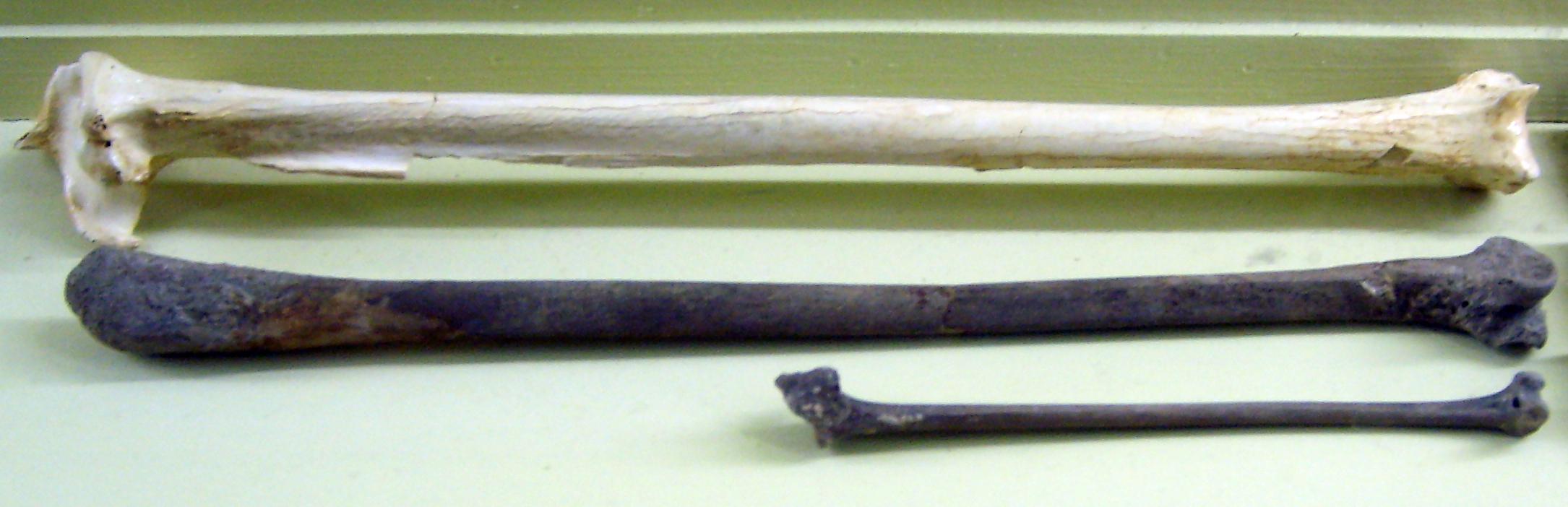
古巴鶴、Propelargus edwardsi以及 Palaelodus gracilipes的胫跗骨

胫跗骨（英語：tibiotarsus）是鳥腿的股骨和跗跖骨之間的大骨頭。 它是跗骨與脛骨在近端的融合。
在中生代異齒龍中也發生了類似的結構。這些小型的鳥臀類恐龍與鳥類無親緣關係，故而其腳骨的相似性可以最好地解釋趨同進化。